# Petruš Vrh
Petruš Vrh – wieś w Chorwacji, w żupanii karlowackiej, w mieście Ozalj. W 2011 roku liczyła 10 mieszkańców.